# Condado de Vas
Vas (en alemán: Eisenburg; en esloveno: Železna županija) es un condado (vármegye) de Hungría.
Situado en el oeste del país, ya pertenecíó al antiguo reino húngaro, su capital es Szombathely.

## Límites
Limita con Austria, Eslovenia y los condados húngaros de Győr-Moson-Sopron, Veszprém y Zala.

## Datos básicos
El condado tiene un área de 3.336 km² y contaba en 2001 con una población de 268.653 habitantes.

### Condados urbanos
- Szombathely.

## Subdivisiones
Se divide en siete distritos:
- Distrito de Celldömölk (capital: Celldömölk).
- Distrito de Körmend (capital: Körmend).
- Distrito de Kőszeg (capital: Kőszeg).
- Distrito de Sárvár (capital: Sárvár).
- Distrito de Szentgotthárd (capital: Szentgotthárd).
- Distrito de Szombathely (capital: Szombathely).
- Distrito de Vasvár (capital: Vasvár).

## Poblaciones principales
Ordenadas por población según el censo del 2001.
- Sárvár 15.651 habitantes.
- Körmend 12.616 habitantes.
- Kőszeg 11.731 habitantes.
- Celldömölk 11.650 habitantes.
- Szentgotthárd 9.090 habitantes.
- Vasvár 4.705 habitantes.
- Csepreg 3.640 habitantes.
- Répcelak 2.697 habitantes.
- Őriszentpéter 1.293 habitantes.